# Назар Пішенко
Назар Пішенко 
Національність: Українська 
Гравець MKS Grochovia Warszawa Номер 21  
Кар'єра 
RS Liga Zimowa 
Зіграно Матчів:6,Забито Голів:1
Ліга 2014
Досягнення 5 місце RS Liga Zimowa 
1 Місце Конкурс "Sigma"
1 Місце Конкурс "Forget Me Not"